# Guétéma
Guétéma è un comune rurale del Mali facente parte del circondario di Nioro du Sahel, nella regione di Kayes.
Il comune è composto da 11 nuclei abitati:
- Baïssamboula
- Darah
- Guétema
- Folonkidé-Boundou
- Haoudja Yéro Aly
- Kolomina
- Loumougnalbi
- Makana-Rangabé
- Mandala
- Missira
- Sambalambé